# Distretto di Udaipur
Il distretto di Udaipur è un distretto del Rajasthan, in India, di 2 632 210 abitanti. È situato nella divisione di Udaipur e il suo capoluogo è Udaipur.